# Vlaamse Zwemfederatie
De Vlaamse Zwemfederatie (Zwemfed) is de overkoepelende zwemsportbond in Vlaanderen en is verantwoordelijk voor alle vormen van de zwemsport: zwemmen, waterpolo, artistiek zwemmen, schoonspringen en openwaterzwemmen. De federatie heeft zijn maatschappelijke zetel in Merelbeke.

## Werking
Zwemfed telde op 31 december 2023 een totaal aantal van 49.997 leden en 154 aangesloten verenigingen. Zwemfed is de officiële vertegenwoordiger van de zwemsporten bij Sport Vlaanderen. De topsportschool zwemmen en de elitewerking zwemmen zijn werkzaam in het Wezenbergbad te Antwerpen.

## Aangesloten clubs
Onder andere:
- Brabant East Swimming Team (BEST)
- Brabo Antwerpen (BRABO)
- Meetjeslandse en Gentse Alliantie (MEGA)
- Gold Swimming Team (GOLD)
- Royal Ghent Swimming Club (RGSC)
- Leuven Aquatics (LAQUA)
- Kortrijkse Zwemkring (KZK)
- Royal Ostend Swimming Club (ROSC)
- Brugse Zwemkring (BZK)
- Hasseltse Zwemvereniging Spartacus (HZS)
- Genker Zwemvereniging Neptunus (GZVN)
- Swimming Region Kempen (SHARK)
- Flanders Inter Region Swimming Team (FIRST)